# 策維埃
策維埃（法語：Tsévié）是多哥南部的城市，由濱海區負責管轄，位於首都洛美以北32公里，海拔高度76米，居民主要種植木薯、山藥、玉米，並提煉用作化妝品的棕櫚油，2022年人口76,861人。

## 友好城市
- 法國 帕尔特奈